# Corybas betchei
Corybas betchei är en orkidéart som först beskrevs av Ferdinand von Mueller, och fick sitt nu gällande namn av Rudolf Schlechter. Corybas betchei ingår i släktet Corybas, och familjen orkidéer. Inga underarter finns listade i Catalogue of Life.